# 광생물학
광생물학(光生物学)은 생물과 빛의 상호작용에 대해 연구하는 생물학의 한 분야이다.광합성, 광형태형성 등과 현상들이 연구 대상에 포함된다.

## 같이 보기
- 광선 치료
- 광주기성